# Lewis Boss
Pour les articles homonymes, voir Boss (homonymie).
Lewis Boss (Providence (Rhode Island), 26 octobre 1846 – Albany (New York), 5 octobre 1912) est un astronome américain surtout connu pour ses compilations de catalogues d'étoiles.

## Biographie
Il naît à Providence dans le Rhode Island. Après ses études au Dartmouth College, il travaille pour le gouvernement américain et prend part à une relevé de la frontière canado-américaine. Pendant cette période, il acquiert une première expérience de l'astronomie de position et des limitations et erreurs des instruments utilisés. Un catalogue de la position de 500 étoiles, inclus dans le rapport du levé topographique, résulte de ce travail.
En 1876, il devient directeur de l'observatoire Dudley à Schenectady, État de New York. Boss prend part à deux expéditions, une en 1878 pour observer une éclipse total du Soleil dans le Colorado et une en 1882 pour le transit de Vénus visible à Santiago du Chili en 1882.
Il devient éditeur de The Astronomical Journal en 1909, quand il meurt en 1912, cette responsabilité passe à son fils Benjamin Boss.

## Œuvre
Boss est un astronome de position, il est reconnu pour ses observations des positions et mouvements propres d'étoiles. Il écrit aussi plusieurs articles concernant l'orbite de comètes.
En 1910, il publie Preliminary General Catalogue of 6188 Stars for the Epoch 1900, une compilation de ses observations. Ce catalogue est étendu après sa mort. Se découverte la plus significative est le point d'origine d'un groupe d'étoiles dans la constellation du Taureau.
Boss reçoit la médaille d'or de la Royal Astronomical Society en 1905 et le prix Lalande en 1911. Un cratère sur la Lune porte son nom.